# IDTGV
iDTGVはフランス国鉄が2004年に始めたインターネットだけによる新しいTGV版のEチケットサービスである。格安航空会社の台頭が著しいため始められた点もある。このサービスは2004年6月にパリ-アヴィニョン-マルセーユ-トゥーロンの往復運賃で最初は3年間の実験の枠内で子会社であるiDTGV社により開始された。2005年11月21日に始まった鉄道職員によるストライキに続き子会社は議論になった。しかしながら会社は保護され自主的に業務を行っている。
サービスの提供地は拡大され、パリ-ニーム-モンペリエ間が2005年6月22日、パリ-ボルドー-トゥールーズ間とパリ-ペルピニャンが2007年1月9日に開始された。7月9日からバスク地方とパリ間のビアリッツ、アンダイエ、バイヨンヌ、Holy Jean de Luzでも開始された。2007年10月2日にはパリ-ストラスブール、パリ-ミュルーズでも提供される。
2017年、フランス国鉄はLGV南ヨーロッパ大西洋線とLGVブルターニュ-ペイ・ド・ラ・ロワール線開業を機にTGVのInOuiへのリブランドとOuigoの拡大に伴いiDTGVブランドは消滅することになることを発表した。

## インターネットによる予約
サービスサイトでは席数に制限があるが最低価格19ユーロのチケットも設定されている。料金は予約状況によって異なっている。乗車日の3ヶ月前からチケットは購入出来る。顧客は自らプリンターでチケットを印刷するか駅に設置された専用の券売機で発券する。
iDTGV.comサイト自体ではチケットを売っていない。提携しているサイトのうちの1つを経由して予約を行うことが必要である。(anyway.com, atlantisvoyages.fr, expedia.fr, fftparis.com, koala-voyages.com, luce-voyages.com, otu.fr, travelonweb.com, voyages-sncf.com,wasteels.fr.)全てのTGVは予約が義務付けられている。チケットは白紙のA4のフォーマットで印刷しなければならない。確定されたチケットの印刷画面が出てきたら交換は出来ない。チケットの確定する前ならば他のiDTGVだけならば交換が出来るが、フランス国鉄のサイト上で購入すると一律に10ユーロの追加料金が掛かる。

## 労働組合の反発
この新しいiDTGVのサービス提供開始は旅客窓口など長期的に特定の部門の民営化によって、人員削減を引き起こすとしてフランス国鉄の労組はiDTGV社が設立された時に反発を起こしている。フランス国鉄から分離されて設立されたiDTGV社の職員はフランス国鉄の職員とは異なった労働条件なども提出されて低い労働条件となっている。反発のため危険な抗議活動も行われた。
フランス国鉄は鉄道の営業経費の縮小において道具としてのインターネットの利用を開発し実験でiDTGVを設立した。
安い経費でこれを軸に航空会社との競争と戦って、鉄道の競争力を高めようとしている。

## 料金
iDTGVの料金は全ての収入額を最大化するために、実際の列車の予約率によって価格が変動する。割引率が高い料金は４ヶ月前の予約開始時から提示されているが、提供される割合は全座席の10%である。出発日が近付くと列車によっては料金の変動が起こり、他の列車より高くなる場合がある。さらに4人から3人など旅行人数の変更など通常、フランス国鉄は認めていないなどの制約がある。
列車が1時間以上遅延すると、iDTGVでは19ユーロのチケット、それぞれのチケットは払い戻しされる。
その結果、それぞれの列車で同一サービスで同じ料金を払う旅客はいない。1990年の予約システムから割引率の差など航空料金と同じような現象がTGVでも起こっている。

## 車内サービス
航空機と対抗するために、車内のサービスも工夫されている。携帯電話の利用を禁止した車両や、睡眠グッズを2ユーロで販売したり、子供向けに絵本やアニメの貸し出しがあったりする。

## 成果
ルイ・ガロワ(現、EADSのCEO。2005年当時はフランス国鉄総裁)によれば、2004年12月には平均占有率77%に上がったとなっている。旅客人員は210,000人。旅客の平均単価は55ユーロである。